# Quimeta Serra i Fornós
Quimeta Serra i Fornós (Sant Feliu de Guíxols, Baix Empordà, 29 de juliol de 1928 - 16 de novembre de 2024) fou una ceramista i pintora catalana.
L'any 1973 va ingressar a l'Escola de Ceràmica de La Bisbal d'Empordà on va estudiar durant quatre anys, aprenent les tècniques bàsiques de la ceràmica artística. Al cap de quatre anys, va instal·lar el seu propi taller a casa seva, continuant l'estudi amb lectures de llibres especialitzats que l'han portat a desenvolupar un estil molt propi.
Va fer la primera presentació de la seva obra el 1976 a Begur i posteriorment, ha exposat a Barcelona, Madrid, Girona, Terrassa i diverses poblacions de la Costa Brava. Cada estiu, des de fa quaranta anys, presentava la seva obra en una sala d'exposicions de la seva ciutat i les seves obres figuren en col·leccions privades no només d'Espanya sinó d'arreu.
Darrerament, va incorporar l'oli a la seva obra, combinant-la amb peces de ceràmica creant un efecte en dues dimensions sobre la tela. Es comptabilitza que el volum total de la seva obra arriba a les 3000 peces, elaborades en diverses tècniques des de l'oli fins a la ceràmica, passant per mòbils, escultures i esferes de porcellana.
La Quimeta treballava un estil molt propi, utilitzant bàsicament colors pastels, suaus i difuminats presentant objectes de diferents àmbits, gavines, fars, arbres, figures femenines, mocadors al vol i la bicicleta, que pren un protagonisme en tota la seva obra i que s'ha convertit en la seva icona en homenatge a la seva primera bicicleta, comprada amb els seus estalvis i que li permeté fer els seus desplaçaments entre Sant Feliu i Palamós. Va estar casada amb Pere Albertí i Calzada, qui va ser alcalde de la ciutat de Sant Feliu entre el 1973 i el 1979.
L'Ajuntament, en sessió del 24 de setembre de 2015, acordà nomenar Quimeta Serra "Filla Predilecta de la Ciutat", acte que va tenir lloc el dia 24 d'octubre del mateix any, convertint-se en la quarta guixolenca que ostenta aquesta distinció, juntament amb Lluís Palahi Xargay (2002), Narcís Masferrer i Buixó (2003) i Felip Calvet Costa (2003).